# ジベンゾ-1,4-ジオキシン
ジベンゾ-1,4-ジオキシン(Dibenzo-1,4-dioxin)またはジベンゾジオキシン(Dibenzodioxin)は、多環式複素環式化合物であり、2つのベンゼン環が1,4-ジオキシン環に繋がっている。分子式は、C12H8O2である。2つの酸素原子は、ジオキシン環の反対側（パラ位）を占める。
ジベンゾジオキシンは、ダイオキシンと呼ばれ毒性を持つポリ塩化ジベンゾ-p-ジオキシン(PCDD)の炭素骨格である。最も毒性の強いPCDDは、2,3,7,8-テトラクロロジベンゾ-1,4-ジオキシン(TCDD)である。ダイオキシン類は、PCDDと類似の構造、毒性を持つ関連化合物を含む汚染物質のカテゴリーである。ジベンゾジオキシンは、ポリ臭化ジベンゾ-p-ジオキシンの骨格でもある。

## 異性体

ジベンゾ-1,2-ジオキシン

ジベンゾジオキシンと言った場合には、通常はジベンゾ-1,4-ジオキシンを表す。
異性体であるジベンゾ-1,2-ジオキシンは、不安定な1,2-ジオキシンと同様に、2つの酸素原子が隣り合っている。この異性体については詳しい情報はないが、不安定性が高く、過酸化物のような性質を持つと考えられている。